# Església de Sant Miquel de Montblanc
Sant Miquel de Montblanc és una església de la vila de Montblanc (Conca de Barberà). Va servir de parròquia abans i durant la construcció de l'arxiprestal de Santa Maria. S'hi van celebrar Corts catalanes els anys 1307, 1333 i 1370 i és un edifici protegit com a bé cultural d'interès local.

## Arquitectura
Sant Miquel forma part d'un tipus de temple, predominantment rural, que es troba sobretot a la Catalunya Nova i en terres mallorquines i valencianes a partir de la conquesta de Jaume I. Les característiques principals d'aquests edificis és que són. La poca documentació coneguda sobre la construcció d'aquests temples es refereix gairebé sempre als arcs diafragma, autèntic esquelet de pedra de l'edifici. La resta de la fàbrica, murs de tancament, cobertes, no sol figurar en els contractes, probablement perquè eren compromisos verbals. Tanmateix, malgrat que majoritàriament aquestes esglésies són construccions humils, no falten exemples grans i rics, amb sumptuoses façanes, cornises, campanars i, sobretot els teginats policroms de l'interior. Sant Miquel forma part d'aquest grup privilegiat.

### Cronologia
L'actual església de Sant Miquel, llevat de les capelles, fou construïda a mitjan segle xiii. La seva tipologia és la mateixa que la d'aquell grup d'esglésies de la conquesta citades. La primera notícia documental coneguda sobre Sant Miquel és de 1288; la recull Ferran de Sagarra en la seva monumental Sigil·lografia Catalana i fa referència a una reunió del Consell de la Vila celebrada al temple. Però si la notícia és poc rellevant per a conèixer l'arquitectura, no passa el mateix amb alguns exemples valencians on hi ha referències exhaustives sobre aquest aspecte

### Descripció
De manera semblant a aquests temples, Sant Miquel és un edifici d'una nau amb capçalera plana i contraforts interiors d'on arrenquen cinc arcs diafragma ogivals que determinen sis trams i suporten la coberta de fusta a doble vessant. A l'interior, la fàbrica mesura 13 m d'ample, per 31,5 de llarg i 11 d'alt. Tot i que l'estructura i disposició dels arcs és regular, els trams dels extrems (presbiteri i peu) són ben irregulars. Tanmateix, aqueixa irregularitat ben palesa sobre el plànol no és perceptible a simple vista.
Els murs laterals i la capçalera, com que la seva funció era només de tancament, en origen foren obrats de tapia o maçoneria, encara observable als dos primers trams de llevant. En canvi, el frontispici es resolgué amb gran simplicitat mitjançant un mur de carreuada gairebé quadrat i nu, una mica més alt que la nau, sense cap mena de coronament. Al mig, en sentit vertical, regruixaren la part central del parament per a ubicar-hi la porta principal i una finestra espitllerada del damunt. La porta fou construïda de mig punt cap-i-alçada, sense timpà, amb dovelles amples resseguides per una imposta i un guardapols motllurats. Aquell sector de parament regruixat va permetre emmarcar la porta amb una arquivolta de tres arcs de secció rectangular, recolzats sobre un pilar i dues columnetes amb capitells llisos. En definitiva, un model romànic auster que es pot relacionar amb l'arquitectura cistercenca del veïnat. Aquest model de porta ha estat el cavall de batalla utilitzat per algun estudiós que hi ha volgut veure una obra del segle xii, mentre que els que postulen una cronologia del segle xiii entenen que la portalada és una pervivència romànica molt habitual en l'arquitectura d'aquesta època en aquestes terres. D'altra banda, abona aquesta única cronologia, la presència del mateix tipus de pedra i senyals de picapedrer idèntics, als carreus i dovelles de la nau -contraforts i arcs diafragma- i al frontispici.
Conserva la porta original de fusta de dues fulles amb sengles portelles practicables. La base llisa presenta una quadrícula de llates clavades amb claus de cabota esfèrica que la reforcen. El pany i el forrellat són de forja amb decoració geomètrica cisellada.

### Capelles laterals
Entre els segles XIV i XV es construïren a Sant Miquel cinc capelles privades entre els contraforts interiors. En fer-ho substituïren la tàpia per murs de carreuada, hi obriren finestrals amb traceries i les cobriren amb voltes de creueria. Ocupen els quatre primers trams de tramuntana i el segon de migdia. Quedaren sense capella els altres trams. Llevat de l'última del costat est, que té volta de canó perpendicular a la nau, totes les altres estan voltades de creueria. Les creueries tenen mènsules i claus esculturals; i cada capella té els corresponents escuts heràldics en relleus sobre pedra, tant a l'interior com a l'exterior.
La primera capella (entrant a l'esquerra), segons Palau i Dulcet (1931 p. 96) va pertànyer al gremi de fusters i ferrers constituït des de 1326. La clau, que conserva restes de policromia vermella, representa l'Agnus Dei. No té finestra a l'exterior i podria situar-se al segle xiv.
La segona, segons l'heràldica fou fundada per les famílies Gener i Ros. Les mènsules que representen els quatre pares de l'Església amb escuts d'ambdues famílies al costat i el Pantocràtor de la clau són obra de Guillem Seguer); l'intradós de l'arc arc de l'entrada és lobulat i l'extradós té fronda floral i floró al cim i també posseeix un finestral ogival amb belles traceries. Pertany al gòtic florit del segle xv.
La tercera va ser fundada pels Llordat), com indican els escuts que cal no confondre amb el dels Gener. A les quatre mènsules hi ha els quatre símbols del Tetramorf, i a la clau, el Pantocràtor. Embotida al contrafort del costat de llevant hi ha sota un dosser una ossera de pedra amb cinc escuts. Al fons hi una finestra amb traceries. També és del segle xv.
La quarta i última podria haver estat la primera en construir-se. És l'única que no té volta de creueria, sinó un canó apuntat perpendicular a l'eix de la nau. És la més austera, només té una imposta motllurada que assenyala l'arrencament de la volta. Té una finestra apuntada amb traceries, més petita que les altres.
Finalment, al primer tram del costat sud, coincidint amb l'angle, hi ha el campanar, que és una torre prismàtica rectangular que no arriba a ocupar tota la superfície del tram. Bastit amb carreuada semblant a la de la façana, devia ser construït al mateix temps. Originàriament era menys alt que ara, probablement arribava fins al nivell on es veuen dues finestres tapiades. Al tram que segueix, hi ha l'única capella d'aquest costat. De factura semblant a les del davant, té volta de creueria que arrenca de mènsules decorades amb temes historiats, que representen el martiri de sant Esteve i altres figures. Al tercer tram hi havia la capella del Sant Crist, que fou modificada el segle xviii i decorada al fresc per Josep Flaugier; fou tancada i mutilada l'any 1948.

### Barroquització
Arribat el segle xviii, la vila de Montblanc seguint la moda va barroquitzar l'interior de l'església, tapant el teginat medieval amb una volta de rajola de pla i enguixant els murs. Sortosament la volta barroca va preservar el teginat que recentment ha estat restaurat.

Imatges relatives a l'arquitectura de l'església de Sant Miquel de Montblanc
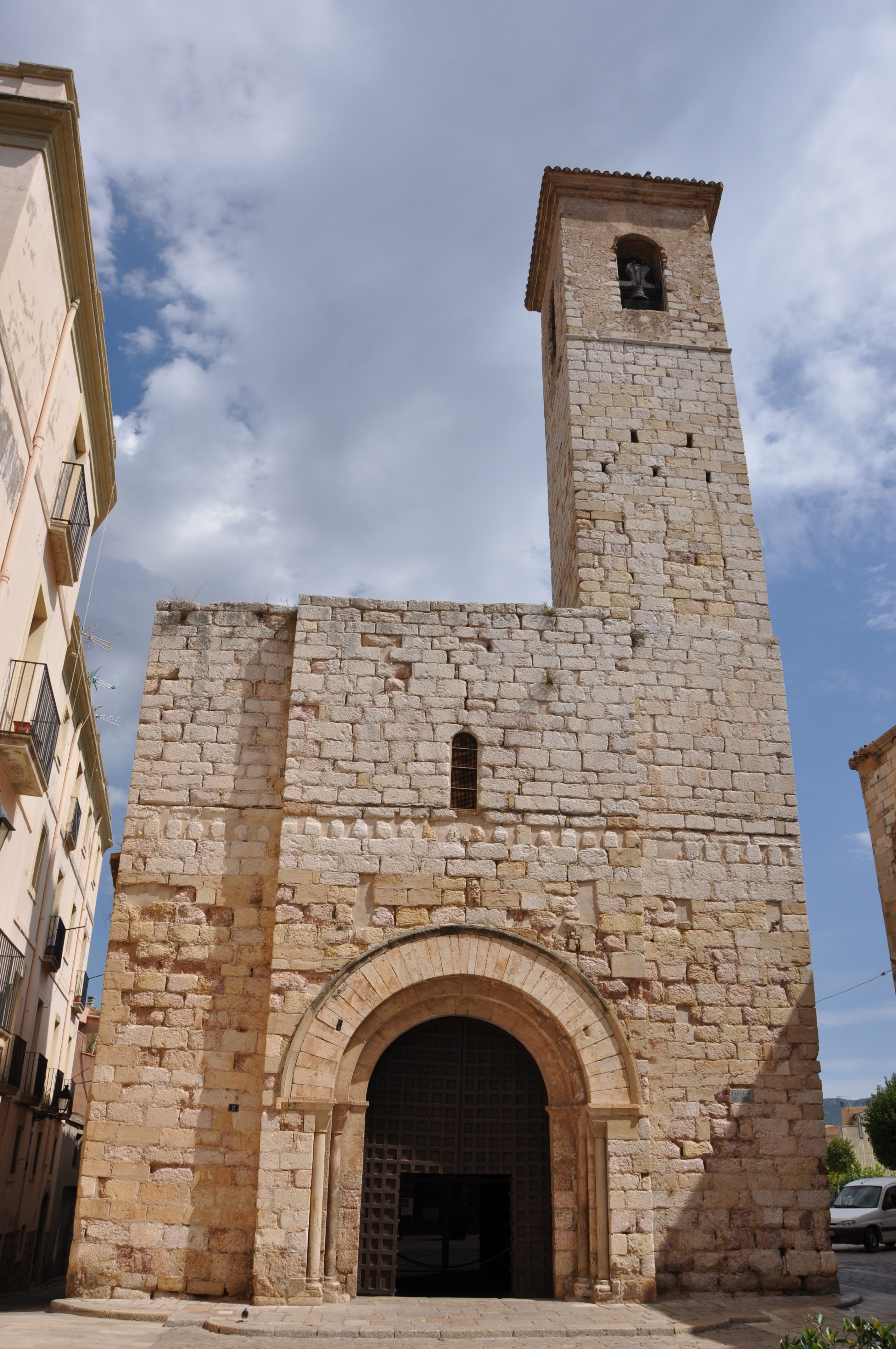
Montblanc. Façana de l'església de St. Miquel.
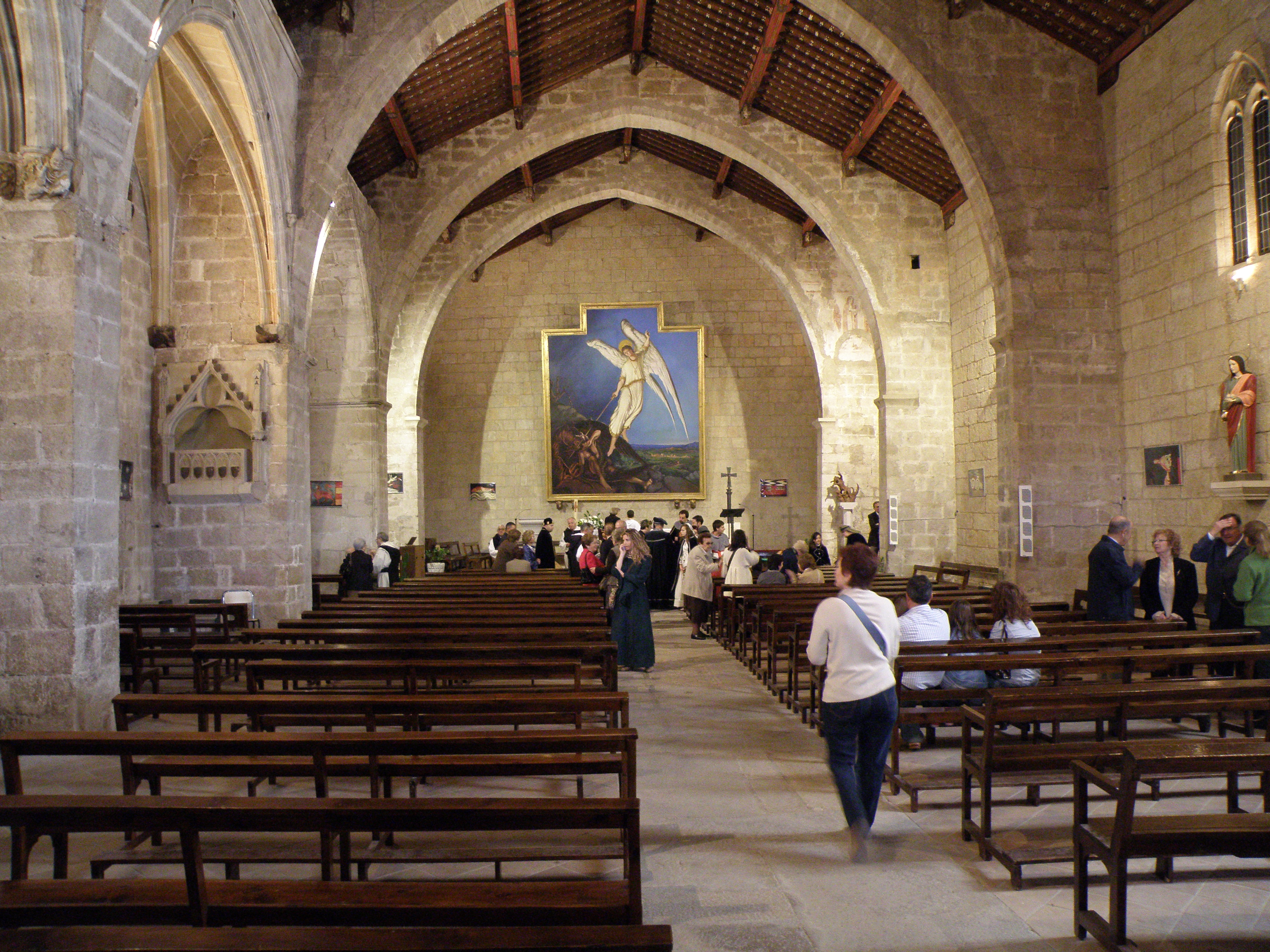
Interior de l'església.
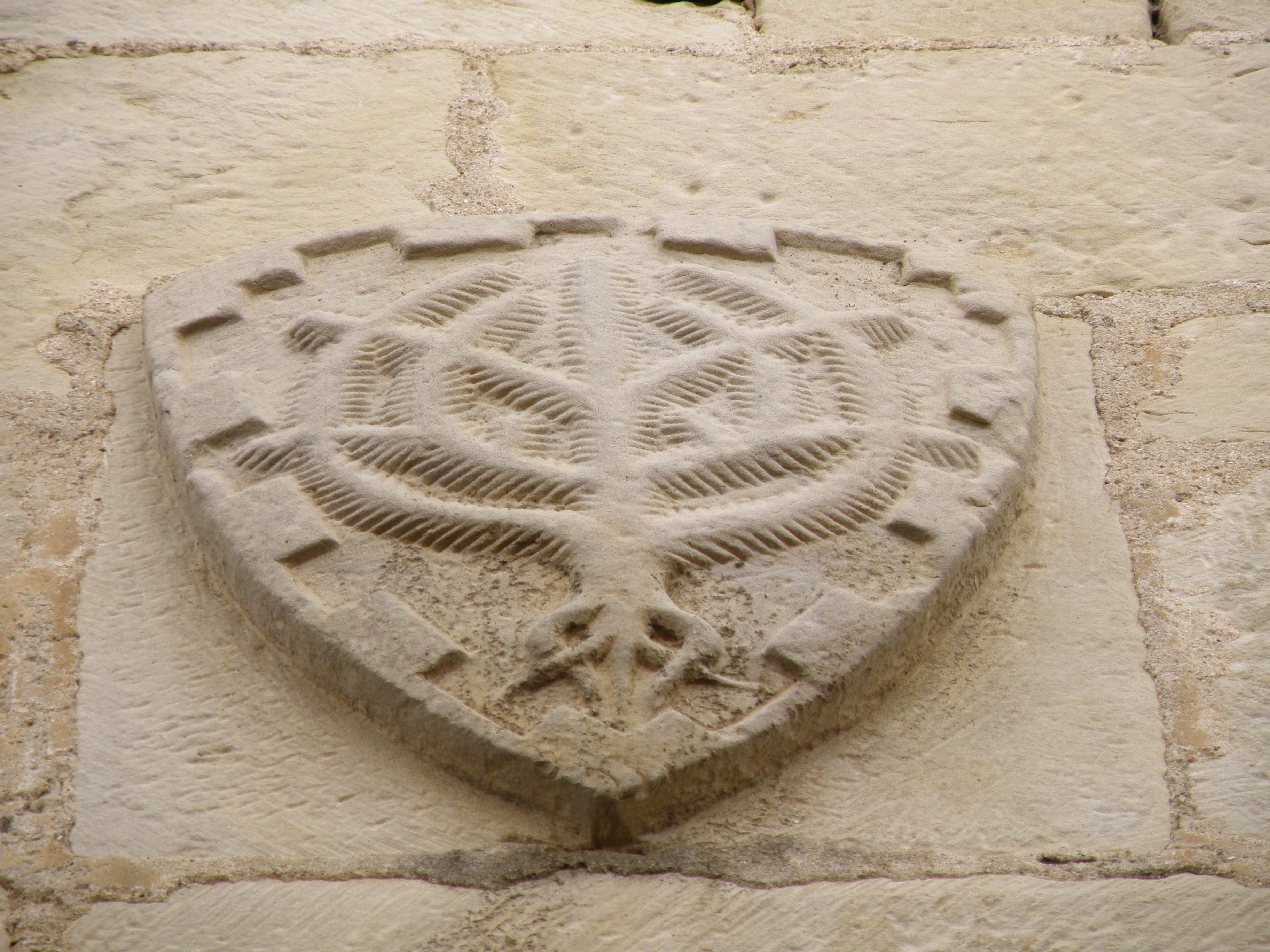
Escut de la família Gener a la façana nord de la capella dels Gener i Ros.
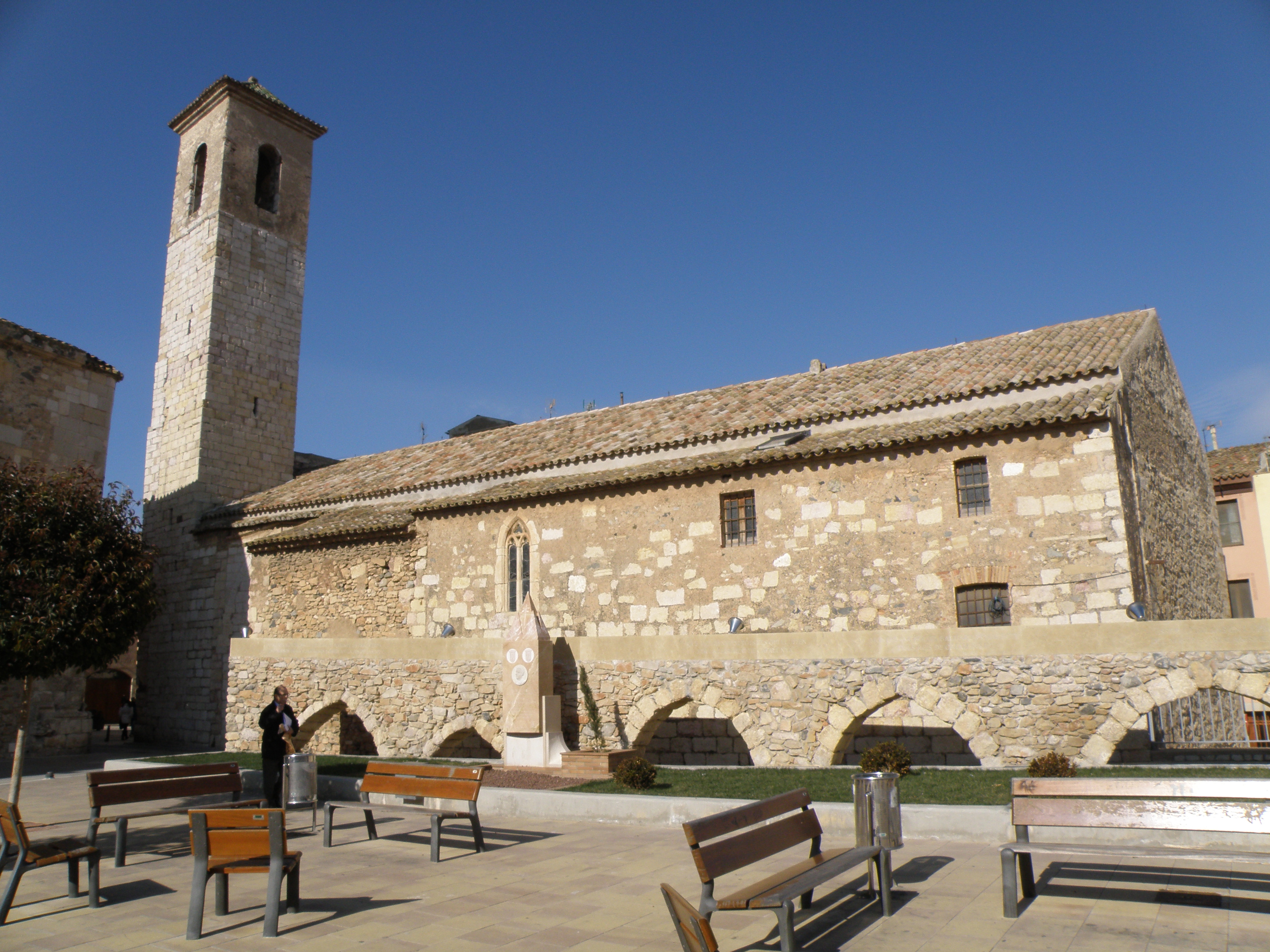
Vista general.
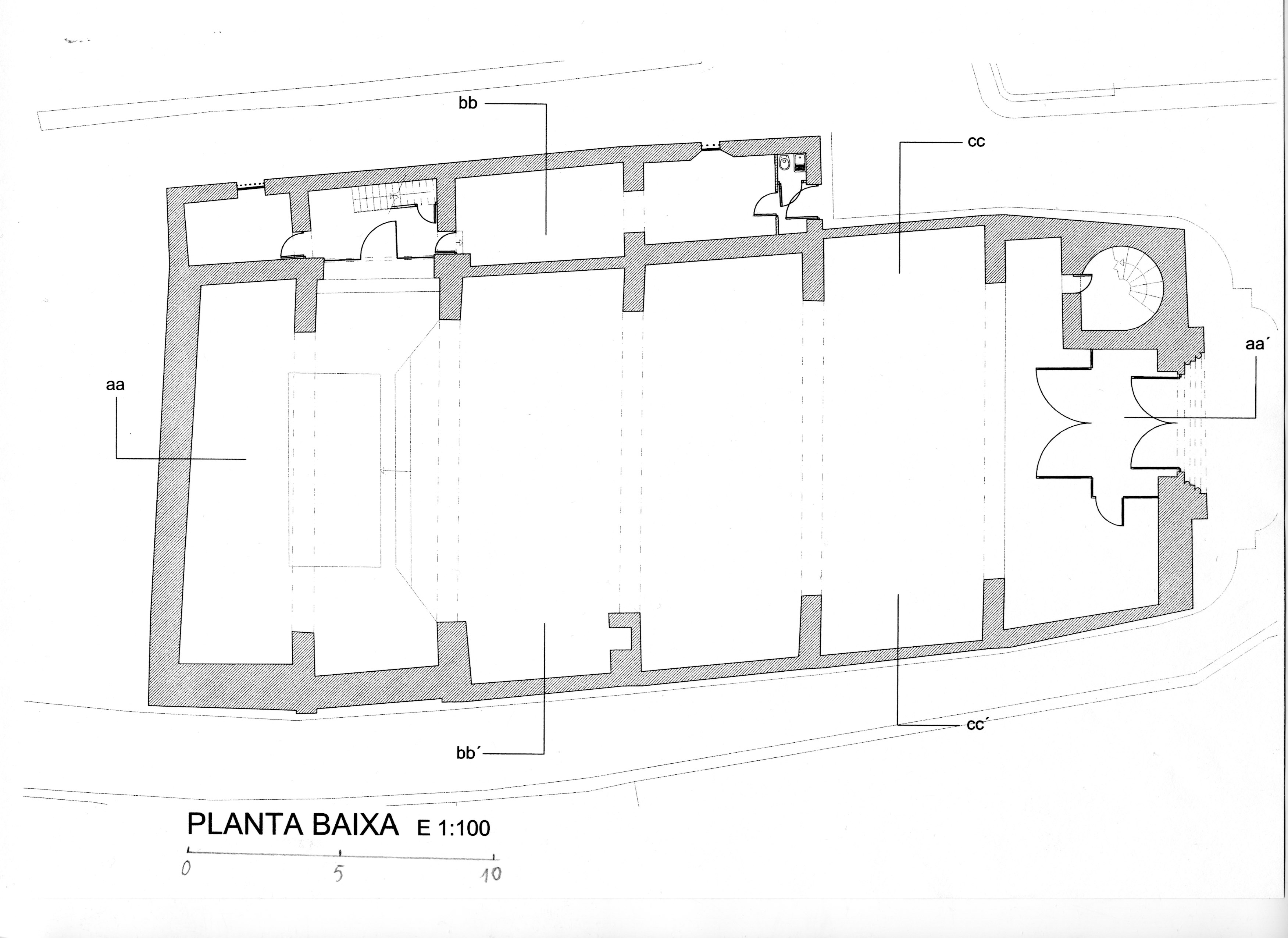
Sant Miquel, planta segons F. Albín.
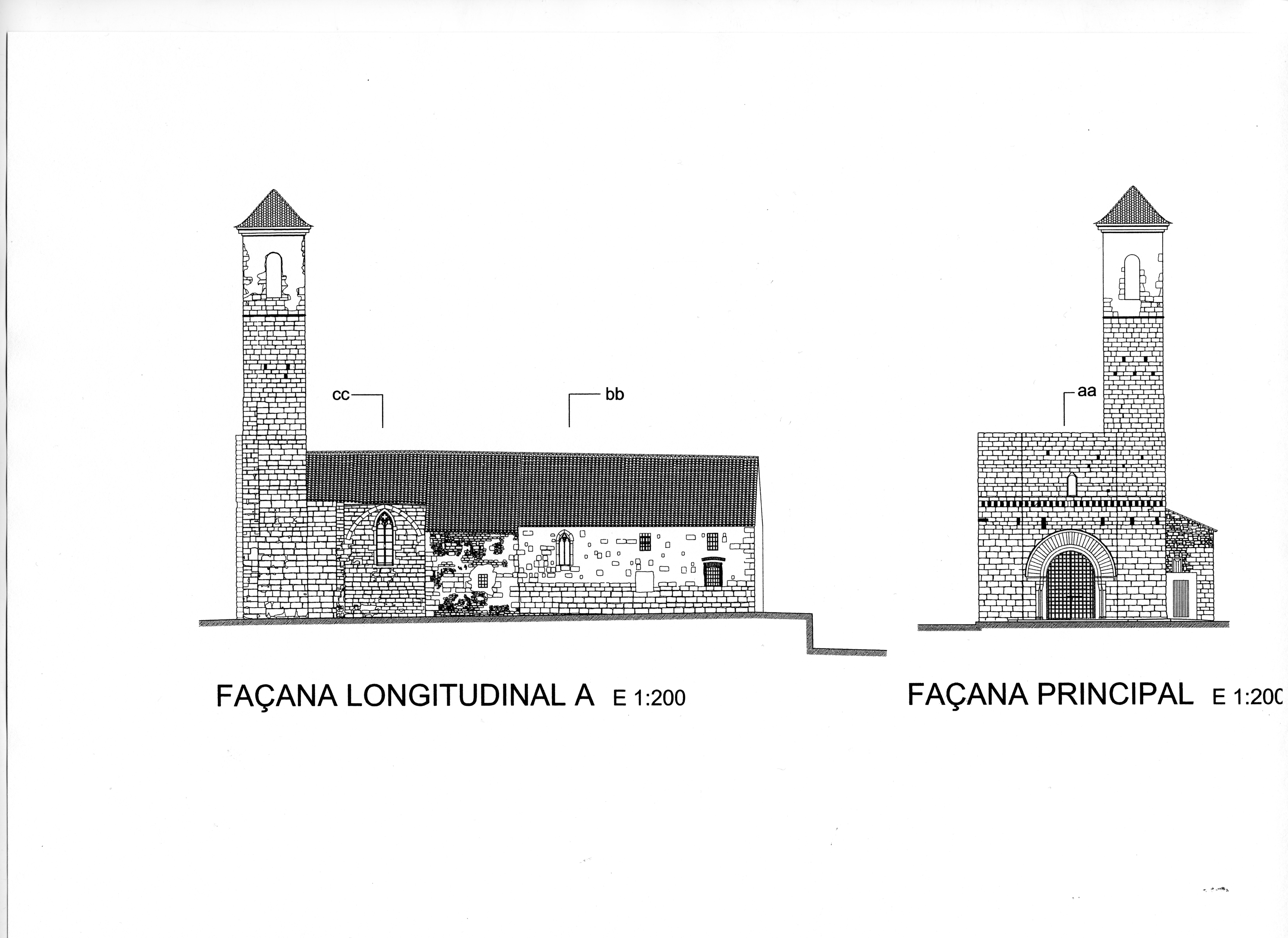
Sant Miquel, façanes principal i lateral, segons F. Albín.

## Teginat de la coberta
El temple de Sant Miquel va cobert amb una armadura de fusta que descansa sobre els arcs diafragma, els quals mitjançant mènsules de fusta que els travessen, aguanten bigues paral·leles a l'eix de la nau. Sobre aquestes bigues, cabirons perpendiculars suporten un empostissat de taulons que serveix de llit a la teulada. Les escletxes que queden en el contacte de bigues, cabirons i taulons, van tapades amb bogets o tauletes rectangulars. Aquest teginat va arribar en bon estat al segle xx, mercès a la volta de rajola de pla, construïda el segle xviii sota l'armadura de fusta. No fou fins al 1915 que es «descobrí» el sostre; aleshores, el Servei de Catalogació i Conservació de Monuments de la Mancomunitat de Catalunya, sota la direcció de l'arquitecte Jeroni Martorell encarregà plànols, informes i dibuixos als joves arquitectes Josep Francesc Ràfols i Cèsar Martinell. Aquest material es conserva actualment al Servei de Patrimoni Arquitectònic Local de la Diputació de Barcelona. Això no obstant, algunes peces es dispersaren, de manera que el 1916 ingressaren dues mènsules i vuit bogets al Museu Diocesà de Tarragona, i el 1924 ho feren tres bogets al Museu Episcopal de Vic.
Més endavant, entre 1946 i 1947, va tenir lloc la restauració del teginat per part de la Comisaria General del Patrimonio Artístico, sota la direcció d'Alejandro Ferrant. La restauració va consistir en l'eliminació de la volta del segle xviii, la reparació de la teulada, el desmuntatge de tot el teginat i la reubicació dels bogets, un procés que es va dur a terme de forma poc sistemàtica.
Gràcies al recent estudi, endegat arran de la restauració de l'Escola Superior de Conservació i Restauració de Béns Culturals de Catalunya  entre els anys 2001 i 2009, s'ha arribat a la conclusió que l'església de Sant Miquel de Montblanc fou construïda efectivament cap a mitjan segle xiii. Que malgrat no haver-hi documentació escrita, la tipologia del temple, la reunió celebrada allí l'any 1288, i la iconografia del teginat ho avalen. Especialment les representacions de l'escut de Montblanc sense els quatre pals de Catalunya, d'una nau que navegà per la Mediterrània a partir de mitjan segle xiii, i d'un cavaller abillat amb l'arnés de l'època del rei Jaume I.

### Iconografia[11]
A banda de la seva antiguitat, el teginat destaca per una rica i variada iconografia, que podem agrupar en sis blocs temàtics:
1) Motius geomètrics. Són els més abundants i constitueixen una de les mostres més evidents de la influència mudèjar en la construcció i decoració del teginat.
2) Motius pseudocal·ligràfics. Són poc freqüents. Es tracta de motius que imiten l'escriptura cúfica geomètrica àrab amb fins decoratius. Es poden situar dins de la tradició mudèjar i es deuen al mestissatge amb l'art andalusí.
3) Motius fitomòrfics o vegetals. Juntament amb els geomètrics, són els més abundants. N'hi ha de moltes menes, però cal destacar els que són merament vegetals i els que probablement són escuts heràldics, els quals al·ludeixen a llinatges familiars catalans.
4) Motius zoomòrfics o bestiari. Són força abundants. Es poden classificar en quatre grups: aus, quadrúpedes, animals aquàtics i éssers fantàstics. Alguns d'aquests motius també són senyals heràldics, mentre que d'altres tenen una significació moral. Per exemple, el centaure és un símbol de Jesucrist, que caça ànimes per a la salvació eterna, les hidres signifiquen la proliferació del mal i les sirenes són un símbol de seducció que porta els homes cap al mal. Per tal d'accentuar l'aspecte malèfic d'alguns motius, molts animals i personatges són representats traient la llengua, com a senyal negatiu.
5) Figures humanes: Són molt escasses. De fet, només s'ha localitzat un cap d'un home imberbe (símbol de Jesús, com a cap espiritual de l'Església Cristiana), un cavaller i una possible representació d'un Janus bifront.
6) Motius heràldics. La majoria fan referència a llinatges, tot i que també abunden escuts de la vila de Montblanc i de la casa reial de Barcelona. Això no obstant, cal dir que alguns senyals tenen més aviat un aspecte decoratiu que no pas heràldic, fet que atribuïm a un estadi precoç de l'heràldica.
Finalment cal destacar les mènsules, decorades amb trets humans, amb la boca oberta i mostrant les dents i la llengua. Sovint llueixen una petita barba negra.

### Pintura
Quant a la tècnica pictòrica, s'han localitzat pigments: negre de carbó (negre), blanc de plom (blanc), cinabri (vermell), orpiment (groc), blau d'indi (blau) i mini (taronja). Tots els pigments són de naturalesa inorgànica, llevat del blau d'indi. En general aquests pigments estan aglutinats amb trempa d'ou i aplicats sobre fusta de pi sense les capes d'emprimació habituals, és a dir, directament sobre l'encolada. D'altra banda, els pigments s'aplicaren en estat pur i per superposició de capes. No hi sol haver mescla de pigments, llevat del blanc de plom que es barreja amb el blau d'indi per tal de disminuir-ne la saturació.]
Després d'aquesta darrera restauració i estudi, es va concloure que al teginat de l'església de Sant Miquel de Montblanc no hi ha un programa iconogràfic ordenat amb intenció d'expressar un significat simbòlic unitari global. No obstant això, molts dels motius ornamentals de l'embigat poden ser llegits en clau moral.
Per acabar cal recordar que aquest teginat és el més antic del seu gènere conservat a Catalunya. Per tot plegat, i també per altres restauracions efectuades per l'Escola Superior de Conservació i Restauració de Béns Culturals de Catalunya a Montblanc, l'ajuntament d'aquesta vila atorgà la medalla de plata de la vila a l'Escola, concretament en un acte celebrat a la mateixa església de Sant Miquel el passat 6 d'abril de 2010.

## Galeria d'imatges

Imatges relatives al teginat de l'església de Sant Miquel de Montblanc
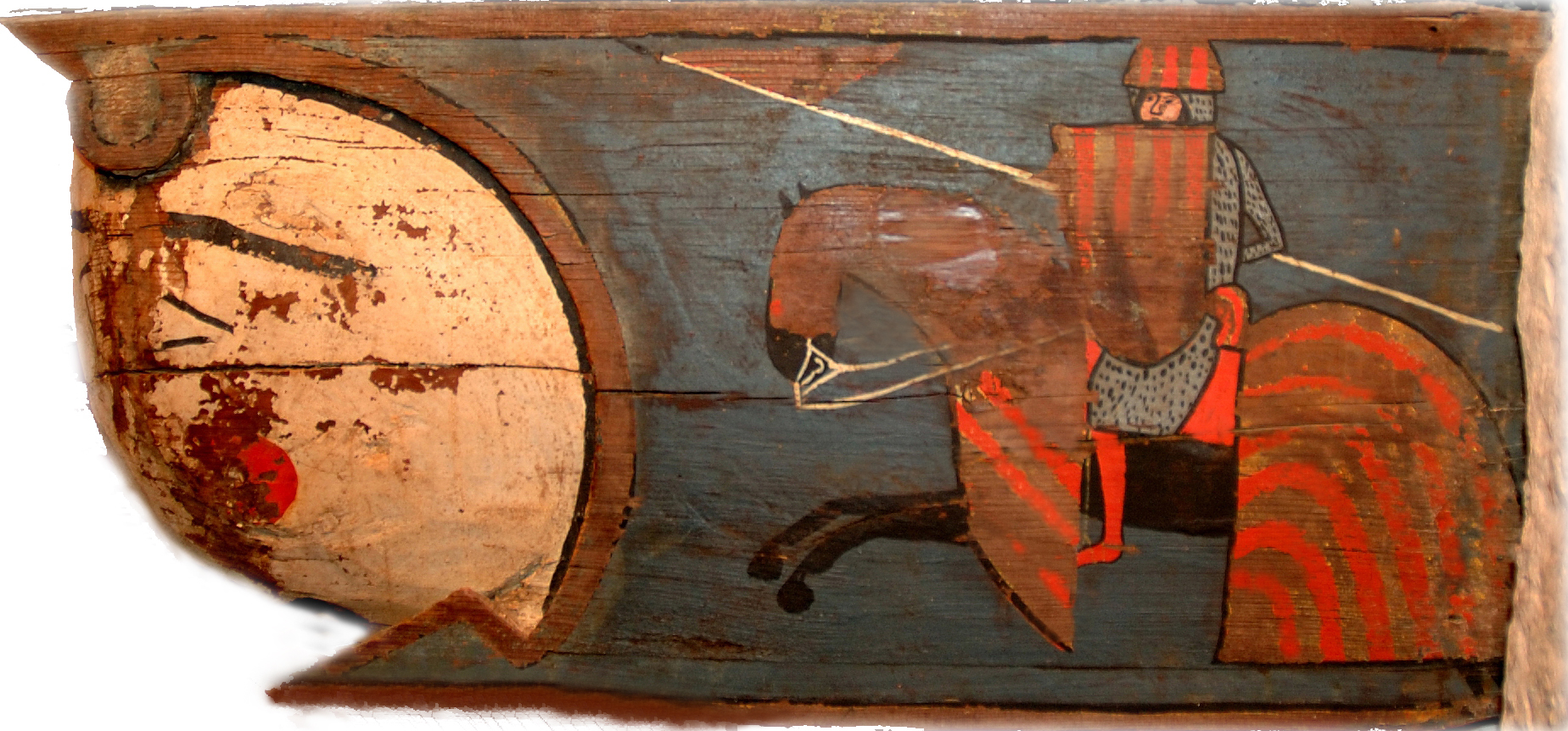
Mènsula decorada amb un cavaller reial abillat amb l'arnés del temps de Jaume I.
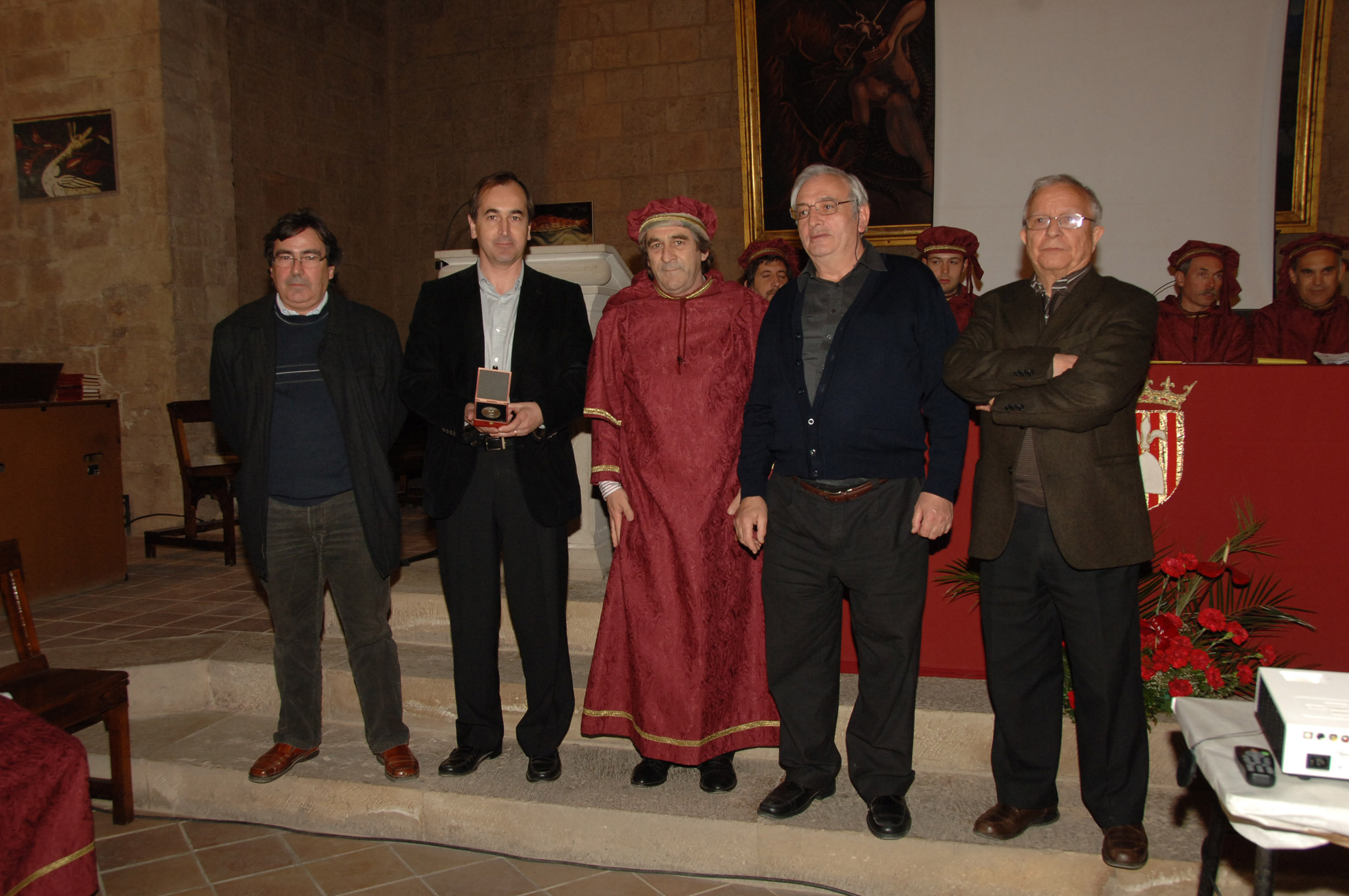
El batlle de Montblanc lliura la Medalla d'Argent de la ciutat a l'ESCRBCC.
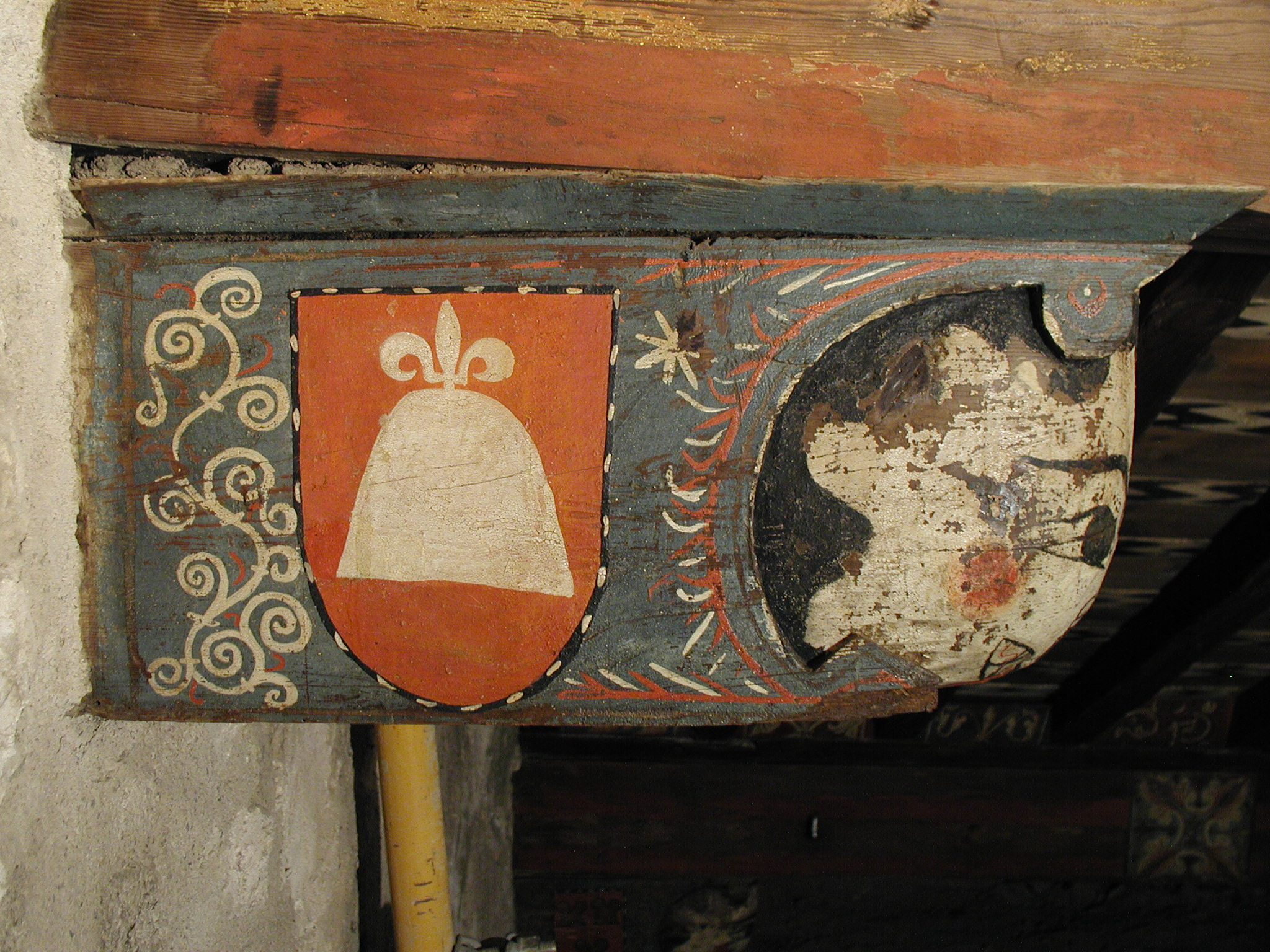
Mènsula amb senyal heràldic de la vila de Montblanc.
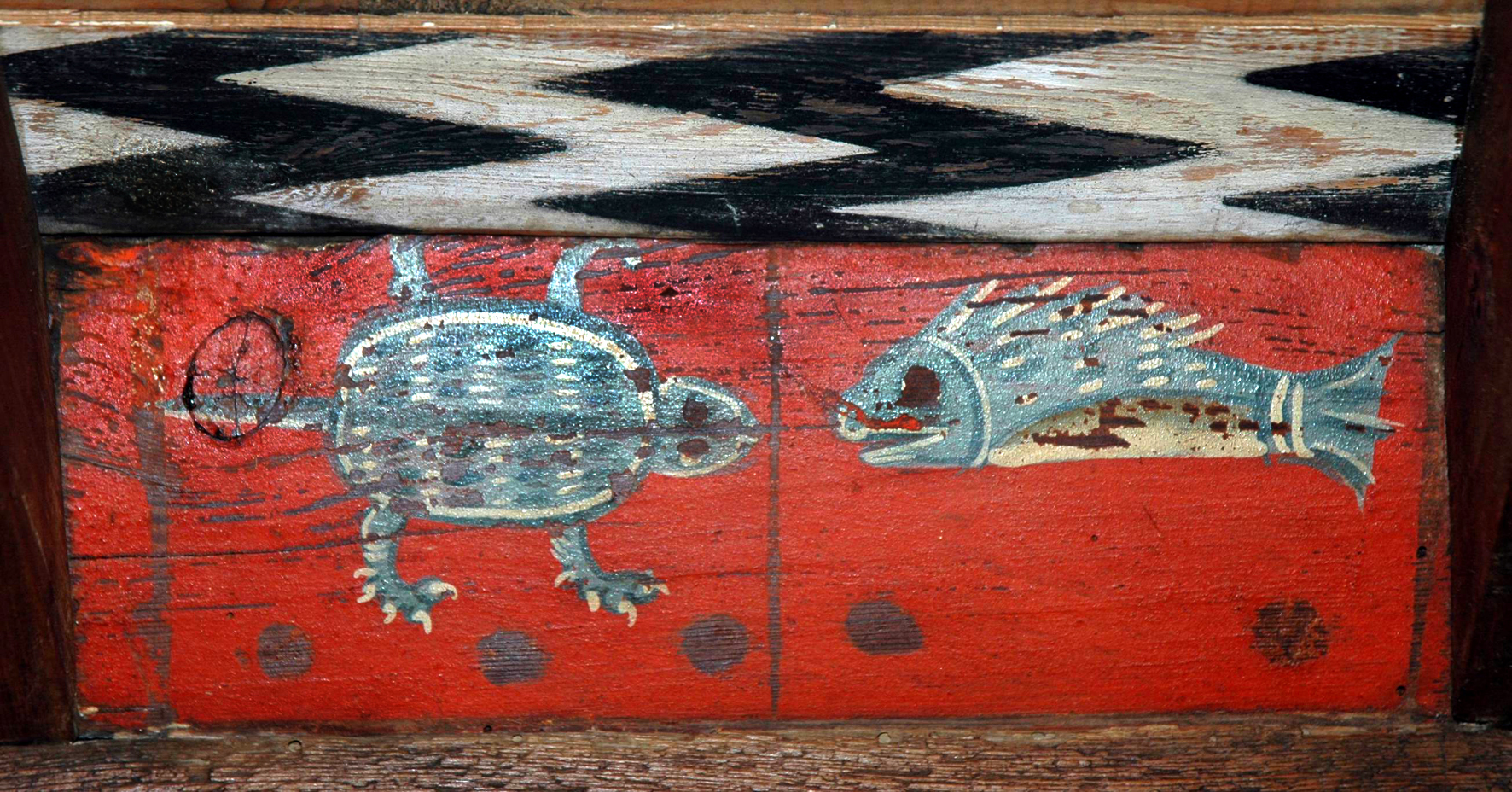
Boget amb animals aquàtics i tapajunts amb ziga-zaga.
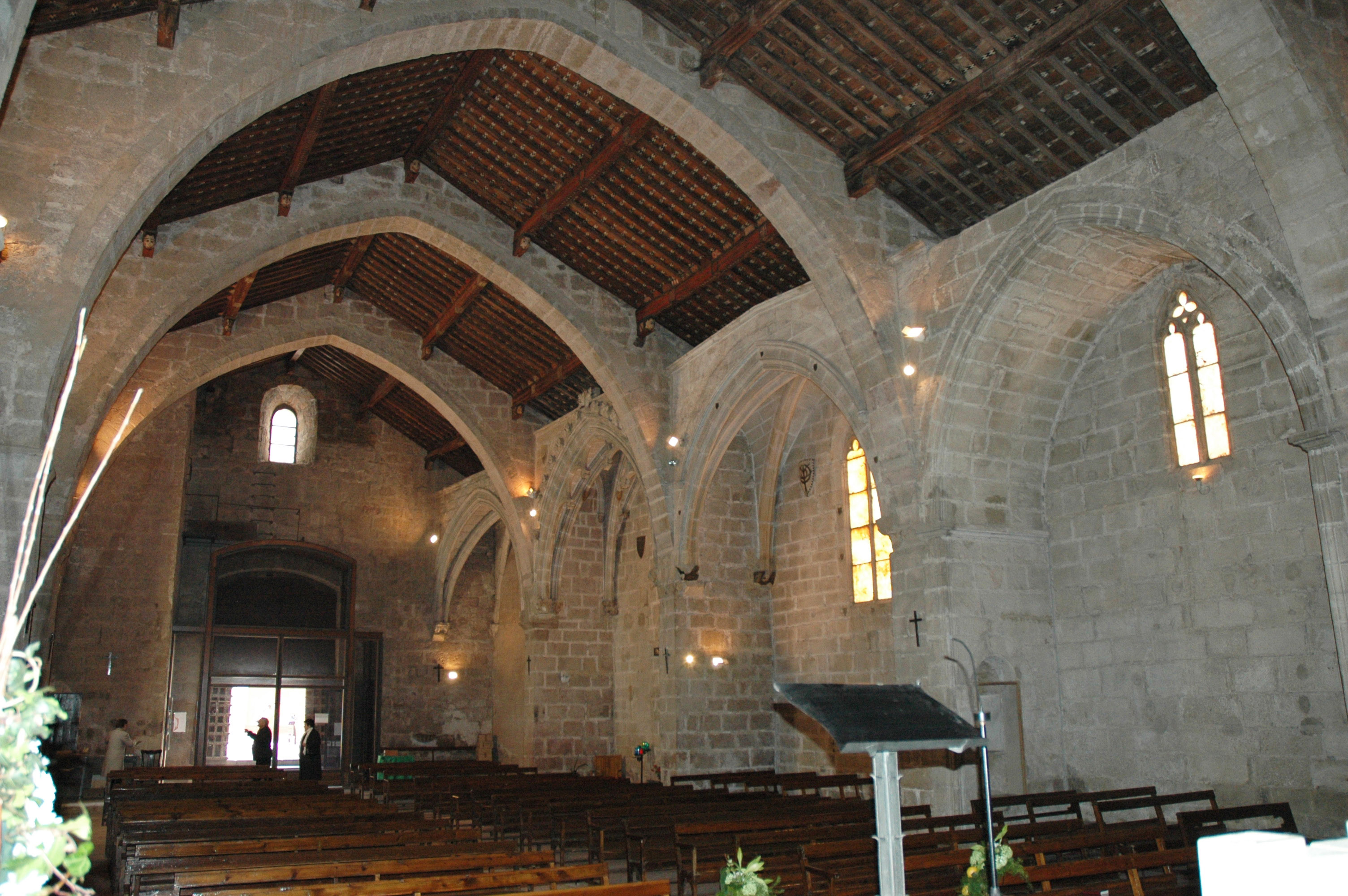
Sant Miquel, interior.
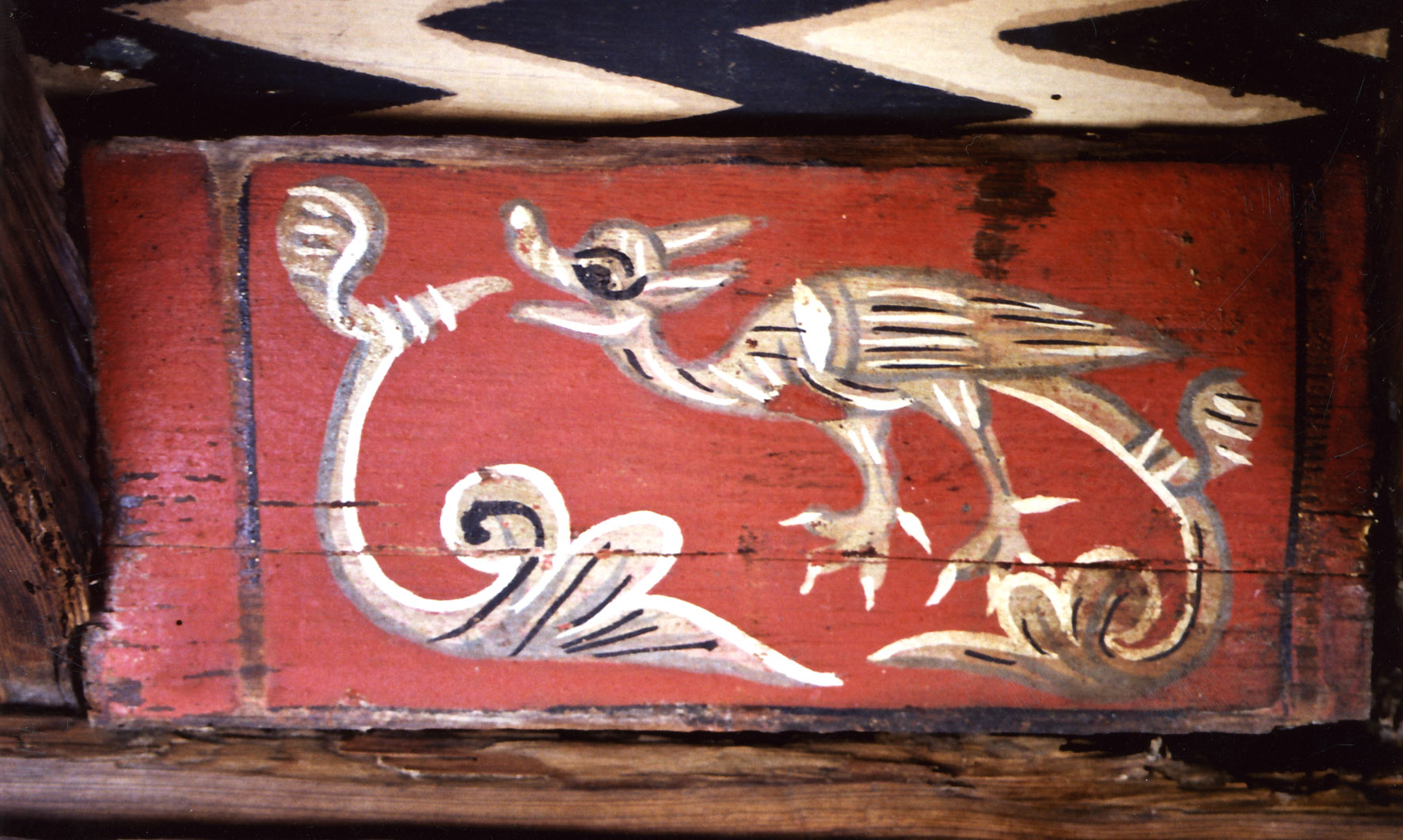
Boget amb animal fantàstic i tapajunts amb ziga-zaga.
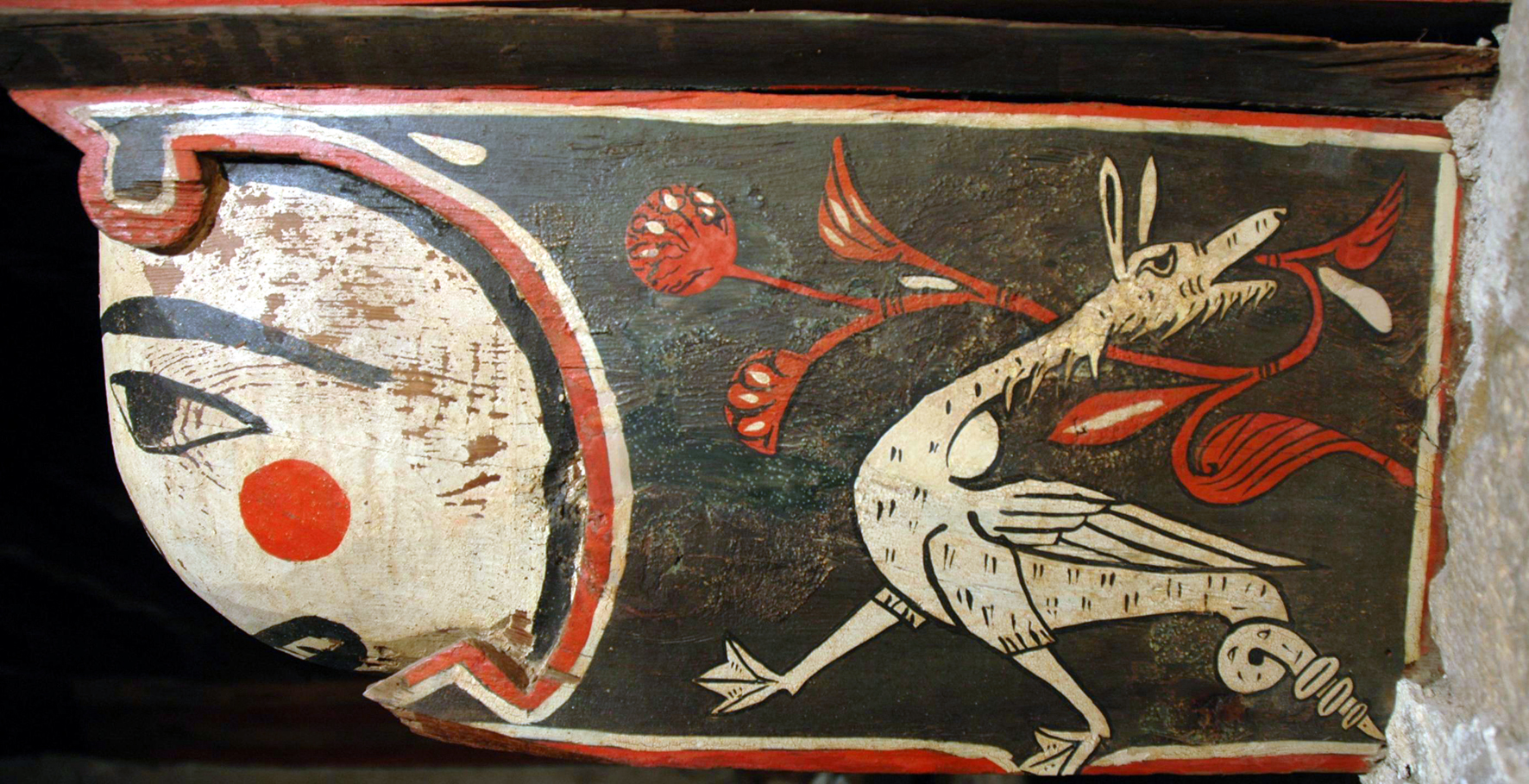
Mènsula amb un animal fantàstic.
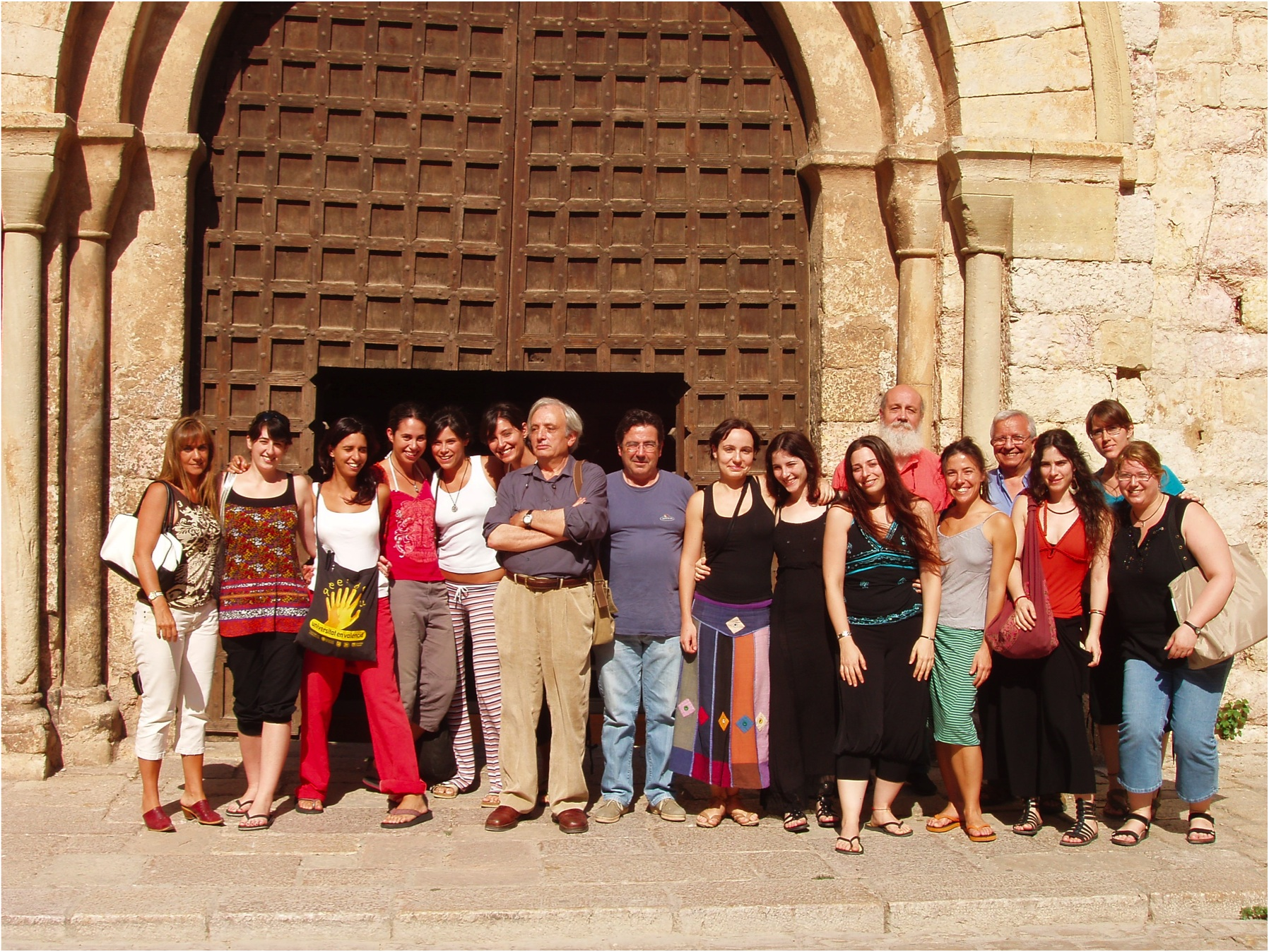
Alumnes i professors de l'ESCRBCC que participaren en la restauració.
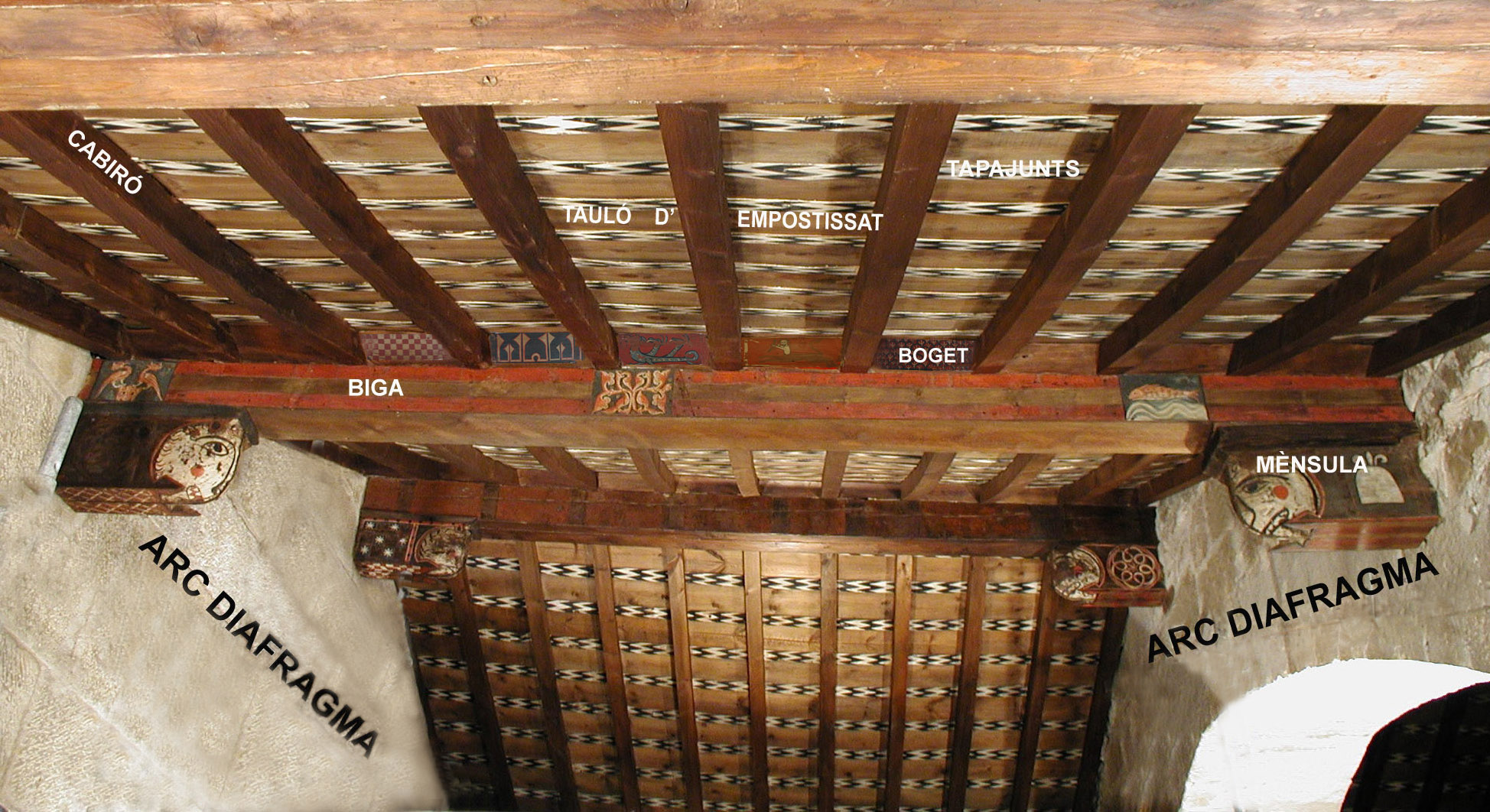
El teginat de St. Miquel de Montblanc. Estructura i terminologia dels elements que el formen. (s/. Fuguet / Mirambell / Plaza, 2015, p. 117).